# Warner Bros. Presents
Warner Bros. Presents était un bloc de programmes qui fut diffusée de 1955 à 1956 sur le réseau américain ABC.

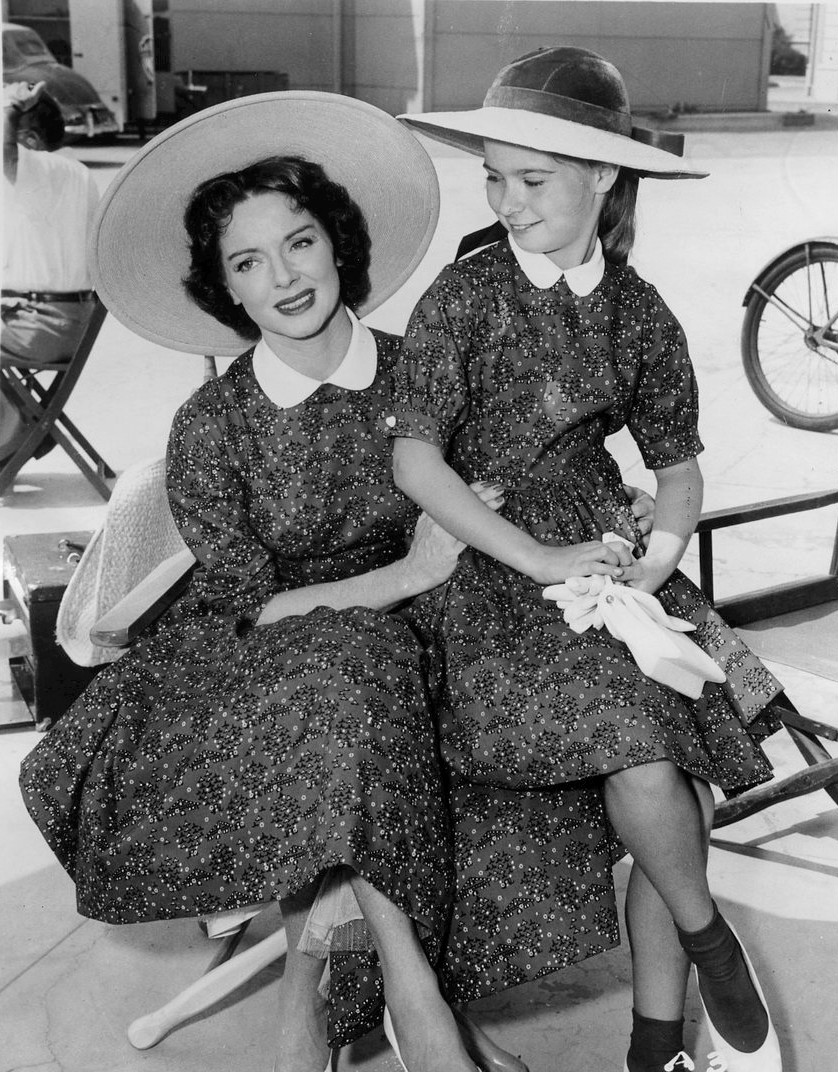
Photo d'Arleen Whelan et Lydia Reid dans l'épisode "Shadow on the Sand" de Warner Bros. Presents.

Elle présentait trois séries adaptées de films du catalogue de la Warner, les unes après les autres : 
- Kings Row (en) issu du film du même titre (Crimes sans châtiment en VF) (1942)
- Cheyenne issu du film du même titre (Wyoming Kid en VF) (1947)
- Casablanca (en) issu de Casablanca (1942)

Au total, Warner Bros. Presents durait une heure. Mais les dernières quinze minutes servaient à promouvoir des films de la Warner Bros. Pictures. Warner Bros. Presents est par ailleurs le premier programme télévisée proposé par la Warner Bros.